# ニコラス・ラプロビットラ
ニコラス・ラプロビットラ  (Nicolas Laprovittola 1990年1月31日 - )は、アルゼンチン・ブエノスアイレス州モロン出身のバスケットボール選手。ポジションはポイントガード。アルゼンチン代表。

## 来歴
2007年に国内リーグのCAラヌースでプロデビュー。ユース世代のアルゼンチン代表に選出されるなど活躍した後、2013年にブラジルに航りフラメンゴと契約。同チームをリーグ2連覇に導き、2014年にはブラジルリーグ、FIBAアメリカリーグ、FIBAインターコンチネンタルカップで優勝し、"三冠王"を達成。全てのリーグとカップ戦でMVPに選出された 。
2015年8月2日、BCリエトゥヴォス・リータスと契約するも、同年12月に退団。2016年1月にリーガACBのCBエストゥディアンテスに加入。同年開催のリオデジャネイロオリンピック終了後に、NBAのサンアントニオ・スパーズがラプロビットラとシーズンキャンプに関する契約を結ぶことを検討していることが報じられ、9月2日にスパーズとトレーニングキャンプに関する契約を締結。ライアン・アーチディアコノ、ブライン・フォーブス、同胞のパトリシオ・ガリーノらと開幕ロースター入りを賭けた争いに挑み、見事に開幕ロースターを勝ち取った。しかし、NBAのレベルに馴染むことが出来ず、平均出場時間も約10分に止まるなど苦しみ、12月27日に解雇された。
2017年1月17日、サスキ・バスコニアと契約した。
2017年7月7日、BCゼニト・サンペテルブルクと契約した。
2021年7月、レアル・マドリード・バロンセストとの契約が満了したことが発表された。同月23日にFCバルセロナと2年契約を結んだ。

## 個人成績

### NBBレギュラーシーズン
| Season   | Team       | GP | MPG  | 2PT FG% | 3PT FG% | FT%   | RPG | APG | SPG | BPG | PPG  |
| -------- | ---------- | -- | ---- | ------- | ------- | ----- | --- | --- | --- | --- | ---- |
| 2013–14  | フラメンゴ | 27 | 32.0 | .497    | .456    | .777  | 3.1 | 4.7 | 1.1 | .0  | 15.4 |
| 2014–15  | フラメンゴ | 29 | 27.2 | .551    | .457    | .791  | 3.0 | 5.6 | 1.2 | .0  | 11.6 |
| Career   |            | 56 | 29.6 | .520    | .456    | .783  | 3.1 | 5.1 | 1.2 | .0  | 13.4 |
| All-Star |            | 2  | 19.0 | .786    | .350    | 1.000 | 6.0 | 6.0 | 1.5 | .0  | 15.5 |

### NBBプレーオフ
| Season | Team       | GP | MPG  | 2PT FG% | 3PT FG% | FT%  | RPG | APG | SPG | BPG | PPG  |
| ------ | ---------- | -- | ---- | ------- | ------- | ---- | --- | --- | --- | --- | ---- |
| 2014   | フラメンゴ | 9  | 32.0 | .480    | .408    | .892 | 3.7 | 5.7 | 1.1 | .0  | 13.0 |
| 2015   | フラメンゴ | 10 | 28.3 | .517    | .324    | .850 | 4.1 | 6.0 | 1.0 | .0  | 12.9 |
| Career |            | 19 | 30.0 | .506    | .373    | .870 | 3.8 | 5.8 | 1.0 | .0  | 12.9 |

### NBA

#### レギュラーシーズン
| シーズン | チーム   | GP | GS | MPG | FG%  | 3P%  | FT%  | RPG | APG | SPG | BPG | PPG |
| -------- | -------- | -- | -- | --- | ---- | ---- | ---- | --- | --- | --- | --- | --- |
| 2016–17  | スパーズ | 18 | 3  | 9.7 | .426 | .370 | 1.00 | 1.6 | .2  | .1  | 1.1 | 3.3 |
| Career   | Career   | 18 | 3  | 9.7 | .426 | .370 | 1.00 | 1.6 | .2  | .1  | 1.1 | 3.3 |

## アルゼンチン代表
2008年にユース世代の代表に選出され、2011年にアルゼンチン代表デビュー。2014年FIBAバスケットボール・ワールドカップ、リオデジャネイロオリンピックにも出場している。